# Уванна

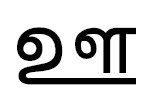

Уванна ( ஊவன்னா ) или ухарам ( ஊகாரம் ) — шестая буква тамильского алфавита, обозначает долгий огубленный гласный заднего ряда верхнего подъёма, используется в начале слова, внутри слова передаётся с помощью контактного диакритического знака க் + ஊ = கூ ( икканна + уванна = куванна ).
Уйирмэййелутты: கூ , ஙூ , சூ , ஞூ , டூ , ணூ , தூ , நூ , பூ , மூ , யூ , ரூ , லூ , வூ , ழூ , ளூ , றூ , னூ .

## Илакканам (грамматика)
- У (долгий) — суффикс деепричастий.